# Terveu
Terveu es una entidad de población española del municipio de Tirvia, perteneciente a la provincia de Lérida, en la comunidad autónoma de Cataluña. En 2022, la entidad singular de población tenía empadronados seis habitantes y el núcleo de población, los mismos.